# Animal génétiquement modifié

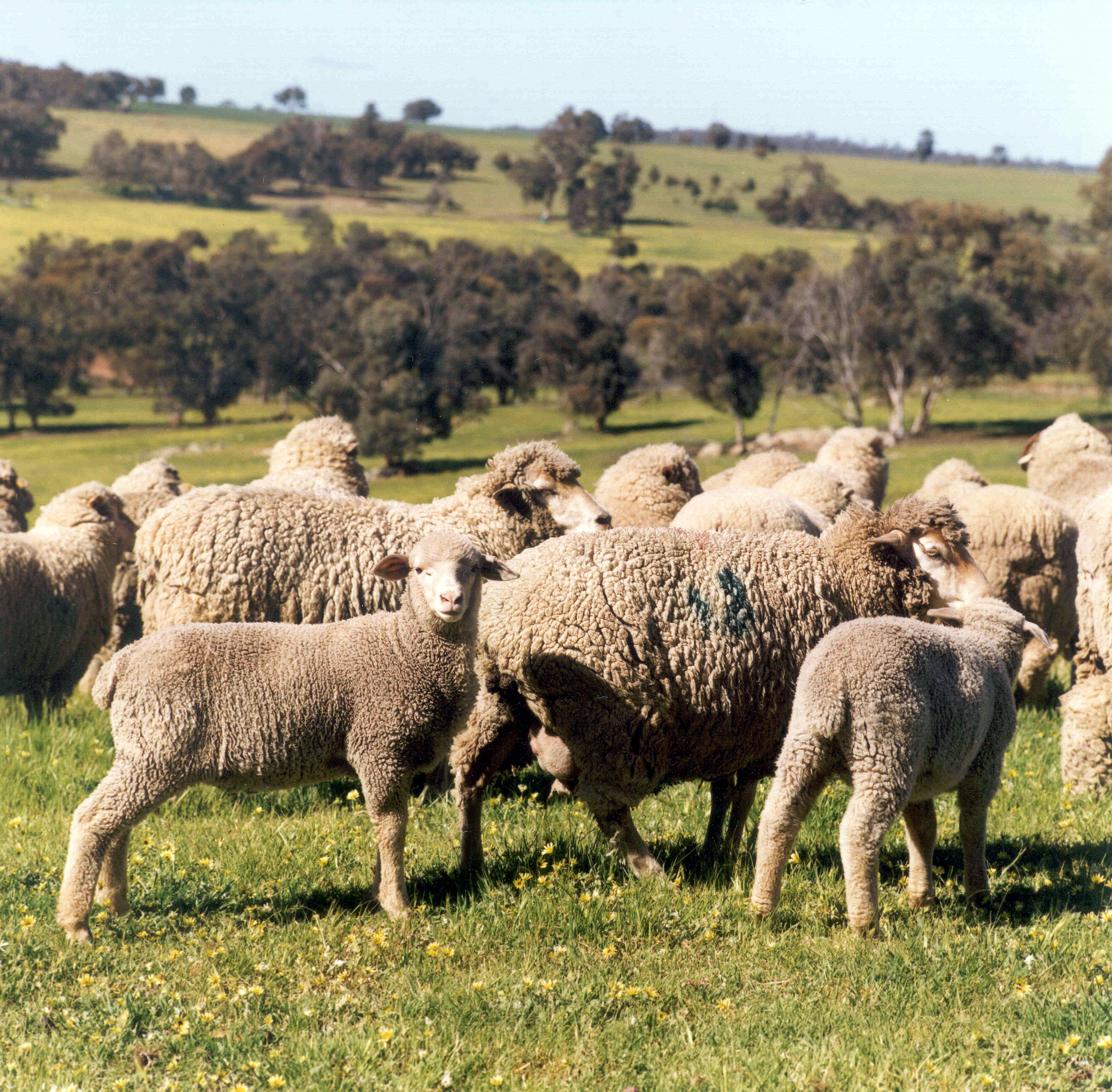
Moutons transgéniques.

Un animal génétiquement modifié (GM) est un animal vivant dont le patrimoine génétique a été modifié par l'Homme. Un animal transgénique est un animal au génome duquel a été introduit par transgénèse un ou plusieurs gènes.
Il a été créé pour la première fois dans les années 1970-1980 et est considéré comme un bon modèle pour les maladies humaines.

## Présentation
Contrairement aux plantes transgéniques, qui font la une des journaux à l’occasion, les animaux transgéniques restent dans l’ombre. Il faut dire que la grande majorité d’entre eux n'en sont encore qu’au stade de la recherche et du développement. En 1980 est développé le premier animal transgénique. Il s'agit d'une souris qui sécrète une plus grande quantité d’hormone de croissance. Sa taille est similaire à celle d’un petit rat. La première plante transgénique est développée un an plus tard. En plus de la recherche fondamentale, la transgénèse est appliquée aux animaux d’élevage. Certains animaux transgéniques servent à fabriquer des produits thérapeutiques et d’autres pourraient être utilisés comme donneurs d’organes.

## Recherche fondamentale
La transgenèse rend possible la création de modèles pour l’étude des maladies humaines. De plus, l’amélioration des techniques de transgénèse permet l’utilisation de diverses espèces, comme le porc, dont l’anatomie ressemble beaucoup à l'être humain.
Les produits alimentaires dérivés d'animaux génétiquement modifiés n'ont pas encore pénétré le marché européen. Néanmoins, les discussions en cours concernant les cultures génétiquement modifiées et le débat en cours sur la sécurité et l'éthique des aliments et des produits pharmaceutiques issus à la fois d'animaux et de plantes génétiquement modifiés ont suscité des opinions variées dans différents secteurs de la société

## Historique
Les humains ont domestiqué les animaux depuis environ 12 000 ans en utilisant l'élevage sélectif ou la sélection artificielle (contrairement à la sélection naturelle). Dans la sélection artificielle, on utilise des organismes qui possèdent des traits souhaitables (et donc des gènes souhaitables) pour reproduire la génération suivante, et les organismes qui ne possèdent pas le trait sont exclus du programme d'élevage. Ce processus est à la base du concept de modification génétique moderne. Les avancées significatives dans le domaine de la génétique humaine ont permis de modifier directement l'ADN et de modifier les gènes des organismes vivants grâce à cela. En 1972, Paul Berg a créé la première molécule d'ADN recombinant en combinant l'ADN viral de singe 40 avec de l'ADN du phage Lambda (Enterobacteriaphage λ),.

### Espèces modèles, l'exemple des rongeurs
Les souris et les rats sont des animaux très utilisés dans les laboratoires de recherche pour tester la toxicité de certaines substances, pour servir de modèle dans l'étude de certaines maladies, pour le test de nouvelles thérapies ou la production d'anticorps monoclonaux.
En 1982 le premier animal transgénique est développé, c'est une souris qui sécrétait une plus grande quantité d’hormone de croissance que la normale. Sa taille était similaire à celle d’un petit rat. La première plante transgénique n'a été développée qu'un an plus tard.
Des souris génétiquement modifiées, les souris knock-out, permettent, grâce à une modification génétique donnée, d'étudier le rôle d'un gène en observant les conséquences de son inactivation. L'étude du rôle d'un gène peut également passer par l'observation de souris transgéniques surexprimant ce gène.
La souris génétiquement modifiée est une valeur montante de la recherche pharmaceutique. Ainsi l'entreprise française GenOway, en passe de devenir l'un des leaders du marché du rongeur génétiquement modifié a vu son titre augmenter de près de 10 % le 17 octobre 2007 sur le marché Alternext, après l'annonce de la signature d'un contrat de 2 millions de dollars (1,4 million d'euros) avec un laboratoire américain désirant garder l'anonymat. Le chiffre d'affaires 2006 de GenOway, estimé à 4,4 millions d'euros devrait être doublé en 2007,[réf. obsolète]. En 2007, le coût d'une souris génétiquement modifiée se situe entre 50 et 100 000 euros.
En mars 2025, Colossal Biosciences annonce l'obtention de « souris laineuses » par l'édition de gènes responsables de la texture, de la longueur, de la densité et de la couleur des poils, à l'aide d'ADN de mammouth extrait de fragments de peau, d'os et de poils conservés depuis des millénaires.

### Autres espèces modèles et production de protéines thérapeutiques dans le lait, l'exemple des lagomorphes
Les lagomorphes composent un ordre de mammifères, auquel appartient les lapins. Le lapin est un autre exemple de modèle animal. Le lapin est utilisé comme animal modèle dans l'étude de certaines maladies, pour tester la toxicité de médicaments, ou pour produire des protéines ou des vaccins recombinants.

### Sélection d'animaux d’élevage
Dès 1985, des chercheurs du ministère de l’agriculture des États-Unis (USDA) réussissaient à générer des porcs sur-exprimant l’hormone de croissance. L'objectif est de créer des animaux plus maigres et plus musclés. L’objectif a été atteint, mais les porcs sont alors plus sensibles à certaines maladies, comme les pneumonies et l’arthrite. Le projet est alors abandonné. Des travaux similaires sont actuellement chez le poisson. Par exemple, en 2001, une compagnie a déposé aux autorités américaines une demande de commercialisation pour un saumon transgénique exprimant un surplus d'hormone de croissance. Ainsi il atteint sa taille adulte plus rapidement, sans toutefois la dépasser. La demande de commercialisation est toujours à l’étude.
Toujours en 2001, des chercheurs de l’Université de Guelph ont inséré chez le porc un gène bactérien qui exprime la phytase dans les glandes salivaires. La raison de cette insertion est la nature de cette enzyme qui aide à mieux absorber le phosphore contenu dans la moulée. Contrairement aux animaux polygastriques (ex. vaches et chèvres), les animaux monogastriques, dont les porcs, ne sont pas des hôtes pour les micro-organismes qui sécrètent cette enzyme. Ainsi, pour maximiser leur croissance, du phosphore doit être ajouté à leur alimentation. Conséquemment, le lisier qu’ils produisent en contient beaucoup. Or, ce rejet de phosphore constitue le facteur de pollution principal de la filière porcine. En effet, il provoque, à forte dose, l’eutrophisation des lacs. Quant à eux, les porcs modifiés « EnviropigsMC » rejettent jusqu’à 75 % moins de phosphore dans leur lisier que les porcs non modifiés. En 2012, L'Université de Guelph annonçait qu'elle arrêtait les recherches sur ce porc GM « Enviropig ».[réf. nécessaire]
Chez la vache, plusieurs modifications ont été effectuées afin de changer la composition de son lait ou d’en augmenter la production. Par exemple, il est possible d’en diminuer la teneur en lactose, qui provoque de l’intolérance chez certains consommateurs. Afin de faciliter la fabrication du fromage, la teneur en caséine peut être augmentée. D’autres modifications visent l’augmentation des oméga-3, considérés bénéfiques pour la santé. La transgenèse permet aussi la production de protéines anti-bactériennes dans les glandes mammaires des vaches, diminuant ainsi l’utilisation d’antibiotiques pour prévenir les mammites (infections des pis).
Les modifications génétiques ne s’appliquent pas seulement aux animaux d’élevage. En effet, depuis 2004 une compagnie américaine commercialise un poisson rouge fluorescent (GlofishMC). Ce dernier exprime un gène de fluorescence provenant d’un corail. Aussi, dernièrement, un lapin fluorescent a été exposé dans un musée européen en tant qu’objet d’art.
Par ailleurs, la transgenèse permet l’introduction d’un gène sécrétant une protéine fluorescente dans le système reproducteur mâle d’anophèles (insectes). La séparation à grande échelle des mâles et des femelles est ainsi plus facile. Les mâles sont stérilisés et pourraient être relâchés afin d’abaisser la population de ces moustiques reconnus pour propager la malaria. Cette même protéine fluorescente (qui permet de quantifier la réussite de la transgenèse) est associée au système immunitaire de chats transgéniques qui sécrètent une protéine aidant à résister au virus de l'immunodéficience féline.

### Des moustiques GM contre le paludisme?
Les moustiques génétiquement modifiés représentent une option dans la lutte contre les maladies transmises par ces insectes, comme le paludisme. Des essais ont eu lieu aux îles Caïmans, au Brésil ou en Malaisie. Ces essais sont très controversés. Les moustiques ont été modifiés par l'entreprise britannique Oxitec.   L’une des techniques est celle de l'insecte stérile (TIS), utilisée pour la première fois en 1955. .
En parallèle, la technique de l'insecte incompatible (TII) a été développée, basée sur l’introduction de mâles stérilisants par incompatibilité cytoplasmique liée à Wolbachia, une bactérie intracellulaire commune chez les arthropodes. Les mâles infectés ne peuvent pas se reproduire avec succès ni avoir une descendance viable avec des femelles locales non infectées ou infectées d’une souche de Wolbachia différente.
De plus, la société britannique Oxitec a mis au point une variante de la TIS, appelée la technique de la libération d'insectes portant un gène léthal dominant (RIDL), qui utilise des moustiques génétiquement modifiés pour introduire une létalité dominante répressible. Contrairement à la TIS traditionnelle, qui repose sur l’irradiation, la RIDL relâche des mâles modifiés génétiquement qui entrent en compétition avec les mâles sauvages pour s’accoupler avec les femelles, réduisant ainsi progressivement la population ciblée. Cette technique a été appliquée avec succès à la lignée Ae. aegypti, vecteur de maladies comme la dengue, le Zika et le chikungunya, qui demeure l’espèce la plus facilement modifiable à ce jour.
Ces différentes approches offrent un impact direct minimal sur l’environnement et la santé et un impact indirect sur l’écosystème réduit par rapport à l’utilisation de biocides Toutefois, elles comportent des défis, notamment leur efficacité limitée en cas de fortes densités de moustiques, leur difficulté d’utilisation dans les urgences sanitaires, ainsi que des risques de remplacement involontaire de vecteurs et de développement de résistances comportementales.

### Moléculture
Des chèvres transgéniques ont été proposées ou utilisées (en laboratoire) depuis la fin des années 1980 pour produire des molécules (qui peuvent être légèrement différentes de ce que l'on attendait.
Au Québec, une compagnie a développé des chèvres transgéniques qui produisent dans leur lait une protéine provenant de l’araignée. Cette dernière utilise la protéine pour la production de son fil. Celui-ci étant reconnu comme très résistant, le marché visé par la compagnie est l’industrie militaire (vestes pare-balles).
On nomme moléculture cette utilisation d’organismes vivants génétiquement modifiés pour la fabrication de produits industriels.

### Xénogreffe
La xénogreffe (transplantation d’organes d’animaux chez l’humain) se heurte à un problème majeur : le rejet des organes d’origine animale par notre système immunitaire. L’inactivation d’un certain gène porcin et l’ajout de certains gènes humains chez des porcs transgéniques sont susceptibles de réduire ce rejet. Une fois greffés chez des singes, les reins de ces animaux n’ont fait l’objet d’aucun rejet pendant plusieurs mois.

### Avenir
Mis à part les poissons rouges fluorescents, les exemples mentionnés plus haut sont à divers stades de développement. Leur commercialisation, ou non, dépendra de leur coût économique et de l’évaluation de leurs risques environnementaux et sanitaires (pour l’animal et l’humain). De plus, les agences gouvernementales concernées devront s’assurer que leur règlementation actuelle sera ajustée afin de pouvoir encadrer de façon adéquate d’éventuelles mises en marché d’animaux transgéniques.
L'avenir de cette technologie est intimement lié à l’acceptation par la population de cette innovation technologique, les débats autour de l'utilisation d'OGM ont montré que la transgénèse pouvait être perçue par certains comme un changement radical face aux pratiques traditionnelles d’amélioration animale.
Les animaux génétiquement modifiés ont ouvert de nouveaux horizons dans l'étude de la physiologie et des processus pathologiques. Les animaux mutants fournissent des modèles de maladies plus précis et une précision accrue pour les études sur la pathogenèse et le traitement.

## Éthique
Les avancées en modification génétique et édition du génome animal offrent un potentiel prometteur pour l'avenir, mais leur utilisation doit être guidée par la raison et l'éthique. Les principes d'intégrité animale, de naturalité, de perception des risques et de bien-être animal sont cruciaux, influençant les perceptions publiques et les décisions réglementaires des autorités.
D'après un groupe de réflexion bioéthique, la prise de conscience de la sentience des animaux, ainsi que les préoccupations croissantes quant à l'applicabilité des données animales aux humains, ont conduit à l'adoption des principes des quatre Rs (Remplacement, Réduction, Raffinement et Responsabilité) pour encadrer l'expérimentation animale. D'après ce même groupe, bien que les alternatives in vitro ou in silico réduisent l'utilisation des animaux, une transition complète nécessite encore des recherches approfondies .